# Melanagromyza cunctans
Melanagromyza cunctans este o specie de muște din genul Melanagromyza, familia Agromyzidae, descrisă de Johann Wilhelm Meigen în anul 1830. Conform Catalogue of Life specia Melanagromyza cunctans nu are subspecii cunoscute.